# مسیحیان توماس قدیس

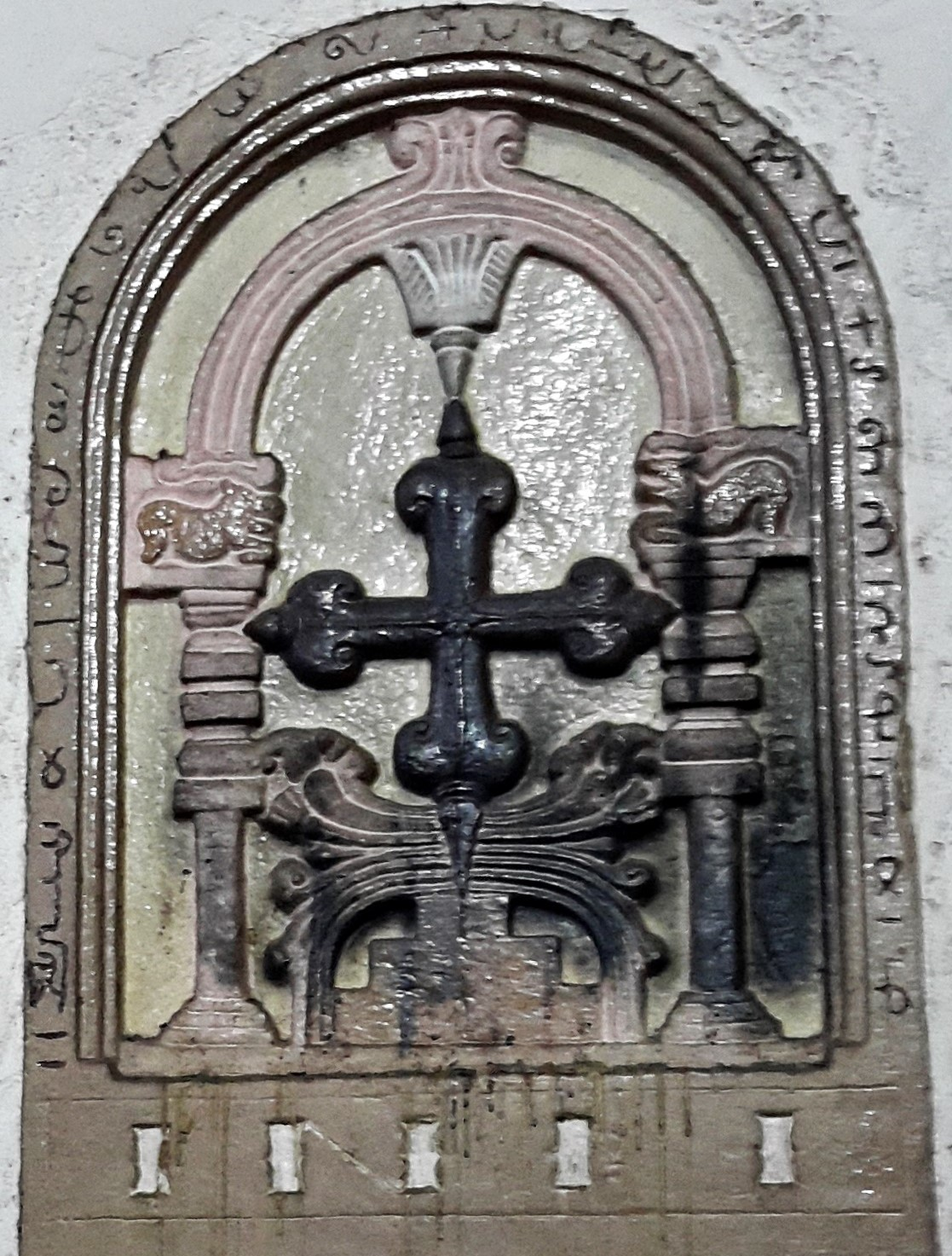
Nasrani cross

«صلیب پارسی در هندوستان» یا صلیب سریانی به ۶ صلیب در کلیساهای سریانی جنوب هند گفته می‌شود به دلیل اینکه بر روی این صلیب‌ها به خط پارسی پهلوی جملاتی نوشته شده به آن صلیب پارسی هم می‌گویند. یکی از این صلیب‌ها، صلیب کلیسای نصرانی توماس قدیس است
در هند آثار و سنگ نوشته‌هایی از تمدن ایرانی وجود دارد اما نقاشی‌های مانوی غارهای آجانتا و ۶ صلیب فارسی نوشته به خط پهلوی در جنوب هند اهمیت خاصی دارد.

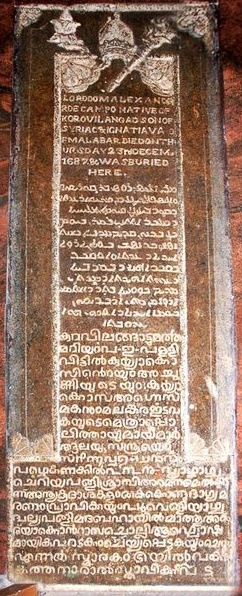
Alexander de Campo Grabplatte

## صلیب کلیسای نصرانی توماس قدیس
کلیسای نصرانی توماس قدیس در ایالت کرالا مربوط به مهاجران نصرانی‌های ایرانی است.
برابر نوشته کتاب نقش پارسی بر احجار هند در میان کتیبه‌های بازماندهٔ پهلوی، کتیبه‌ای که پیرامون شش صلیب سنگی نوشته شده، از اهمیتی ویژه برخوردار است. خط به کار رفته در این کتیبه، حد فاصل خط پهلوی کتیبه‌ای و خط پهلوی کتابی است. همهٔ این شش صلیب سنگی در جنوب هند یافت شده و احتمالاً به سدهٔ هفتم میلادی تعلق دارند. این صلیبهای سنگی را مسیحیان ایرانی سریانی که به جنوب هند مهاجرت کرده بودند، از خود به یادگار نهاده‌اند. تاکنون تلاشهای بسیاری برای قرائت و ترجمهٔ این کتیبهٔ پهلوی صورت گرفته، اما هیچ‌یک رضایت‌بخش نبوده‌است. پژوهش‌های جدید نشان می‌دهد زبان کتیبه نه فارسی میانه، بلکه فارسی دری است که اواخر دوره ساسانی را در برمی‌گیرد. مسیحیانی که از ایران یا خراسان بزرگ به این منطقه مهاجرت کرده‌اند و احتمالاً مسیحیت توسط این گروه از ایرانیان در هند معرفی شده‌است.
- نویسه نگاری از پهلوی:

MROH-mn mšyh ’p̄hš’yṭ W QDM ’p̄r’šṭ čh ’rbwxt'. swlyh’ MNW bwxt' ẔNE.
xwadāy-mān mašīhā abaxšāyīd ud abar abrāšt čahārbōxt. sūrīhā kē bōxt ēn.
- برگردان پارسی:

خدایمان، مسیحا، بخشایید و برافراشت چهاربخت (صلیب) را، سوریها که این رهایی‌شان داد.

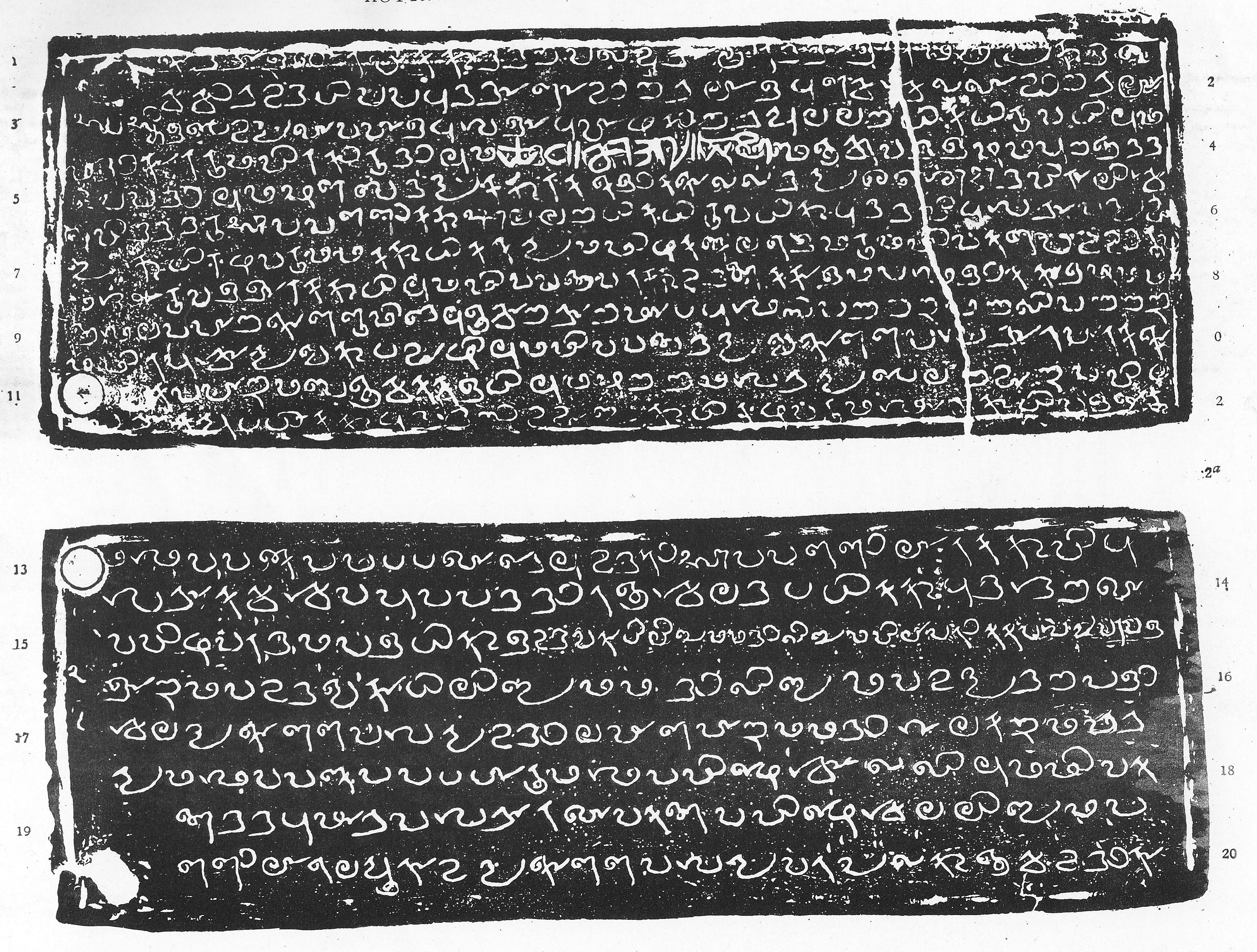
Tharisappalli copper plates